# Bishops’ House
Das Bishops’ House ist das älteste Gebäude in Sheffield. Es handelt sich dabei um ein um 1500 erbautes Fachwerkhaus. Den Namen trägt das Gebäude, da es von zwei Brüdern erbaut wurde, die später einmal Bischöfe wurden. Seit 1976 dient das Bishops’ House als Museum, in dem Exponate aus dem 16. und 17. Jahrhundert ausgestellt werden.